# Lynseia himantopoda
Lynseia himantopoda is een pissebed uit de familie Limnoriidae. De wetenschappelijke naam van de soort is voor het eerst geldig gepubliceerd in 1987 door Poore.